# Palle Suenson
Palle Suenson (né le 6 juillet 1904 à Frederiksberg et décédé le 14 juillet 1987 à Holte) était un architecte moderniste danois, fils du professeur Edouard Suenson, ingénieur, et de Henriette Benedicte Hartmann.

## Biographie
Après ses études à l'Académie Royale des Beaux-Arts de Copenhague, Suenson a commencé sa carrière en coopération d'abord avec les architectes Kay Fisker et Søren Christian Larsen (1925-29) et ensuite avec Kaj Gottlob (1929-30), avant de lancer son propre bureau d’architecture en 1930. Il deviendra rapidement un des principaux architectes modernistes au Danemark, un pionnier dans son domaine. On se souvient de lui aujourd'hui pour de nombreux bâtiments emblématiques, tels que notamment le bâtiment B&W à Christianshavn,. Ses bâtiments sont réputés pour leur style épuré et leurs proportions harmonieuses et ont exercé une influence majeure sur des architectes tels que Arne Jacobsen ou Poul Kjærholm.
En sus de ses très nombreux bâtiments, tant d'habitation que de bureaux (notamment des banques), ainsi que des meubles qu'il a dessinés, il s'est beaucoup intéressé à la restauration de bâtiments historiques. En 1943, il a acquis et restauré la Maison de l'alchimiste (Guldmagerens Hus) sur Nyhavn à Copenhague, et en 1950 il est chargé d'une restauration minutieuse du manoir Schæffegården à Gentofte.
Palle Suenson a participé à de très nombreuses exposition telles que Charlottenborg (1929, 1932, 1934, 1941, 1945, 1978), l'Exposition universelle de Bruxelles de 1935, et plusieurs autres expositions internationales dans des villes telles que La Haye, Paris ou Lyon.
Propriétaire du manoir Rygaard à Søllerød au nord de Copenhague, il y établit à grands frais pour lui-même le parc naturel local de 220 hectares.
Suenson aura aussi une activité d'enseignement significative et sera Recteur de 1956 à 1965 de l'Académie Royale des Beaux-Arts de Copenhague.